# Trafikplats Karlberg

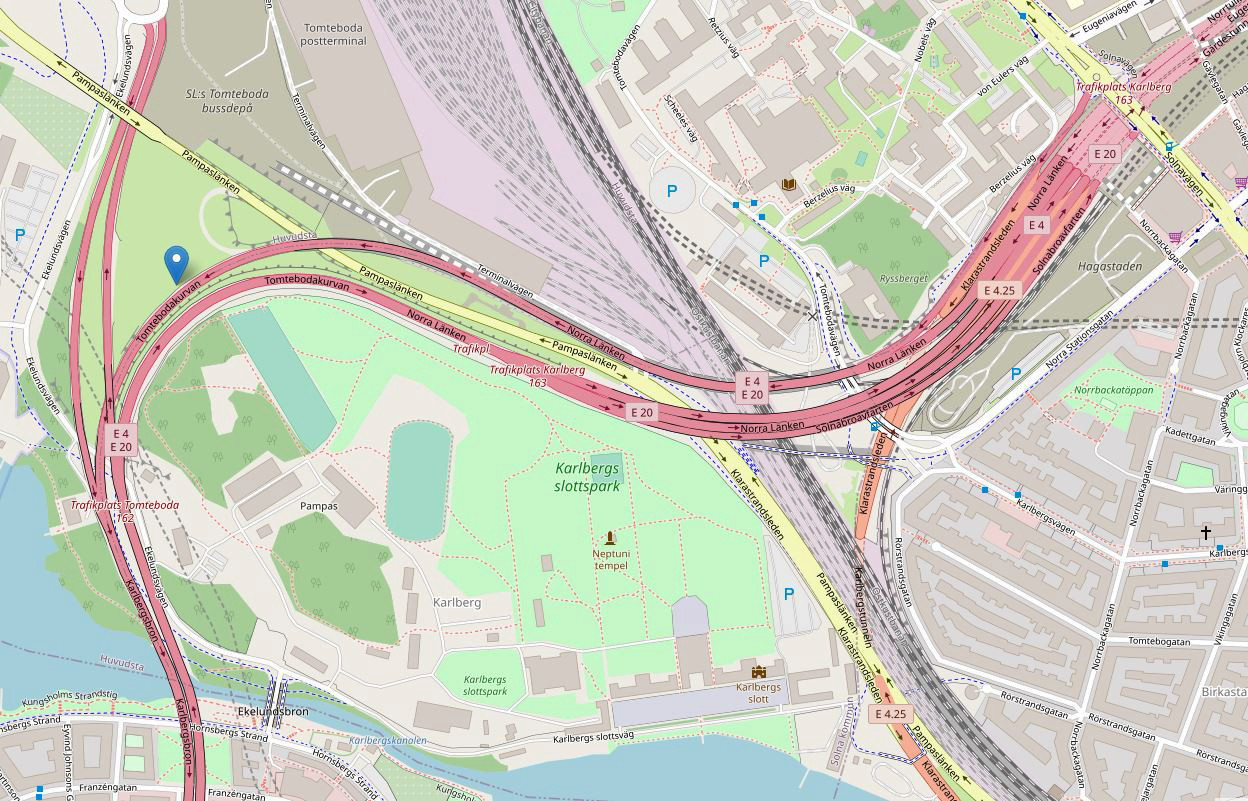
Trafikplatserna Karlberg och Tomteboda.

Trafikplats Karlberg, avfartsnummer 163, är en trafikplats på Essingeleden som ligger delvis i Karlberg i Solna kommun och delvis i Vasastaden i Stockholms kommun. Vid trafikplasten övergår Essingeleden i Norra länken.

## Historik

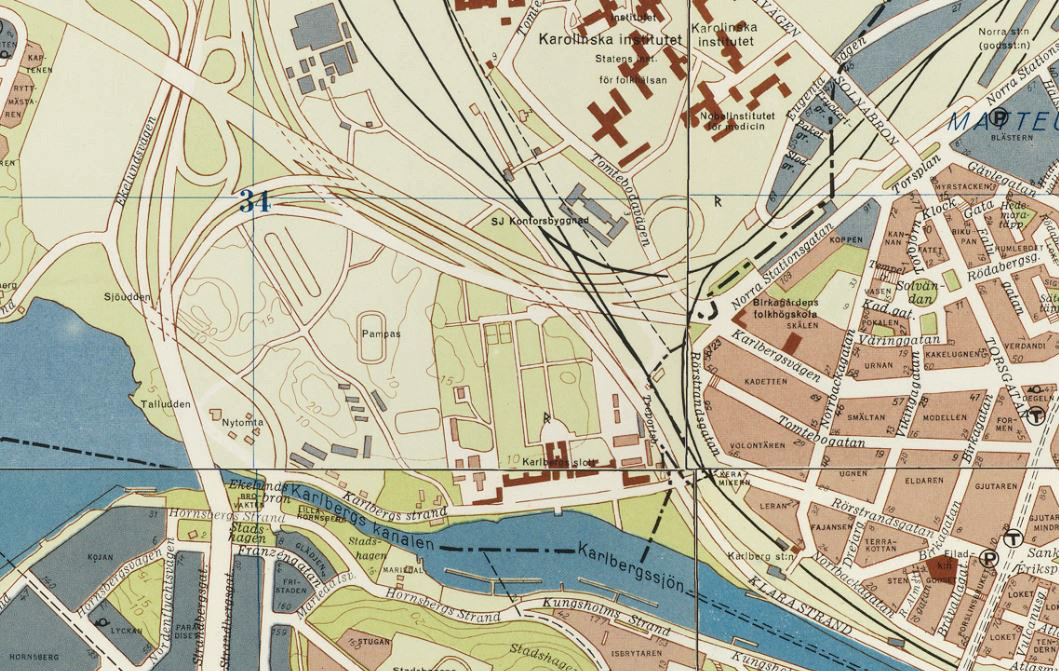
Området 1972.

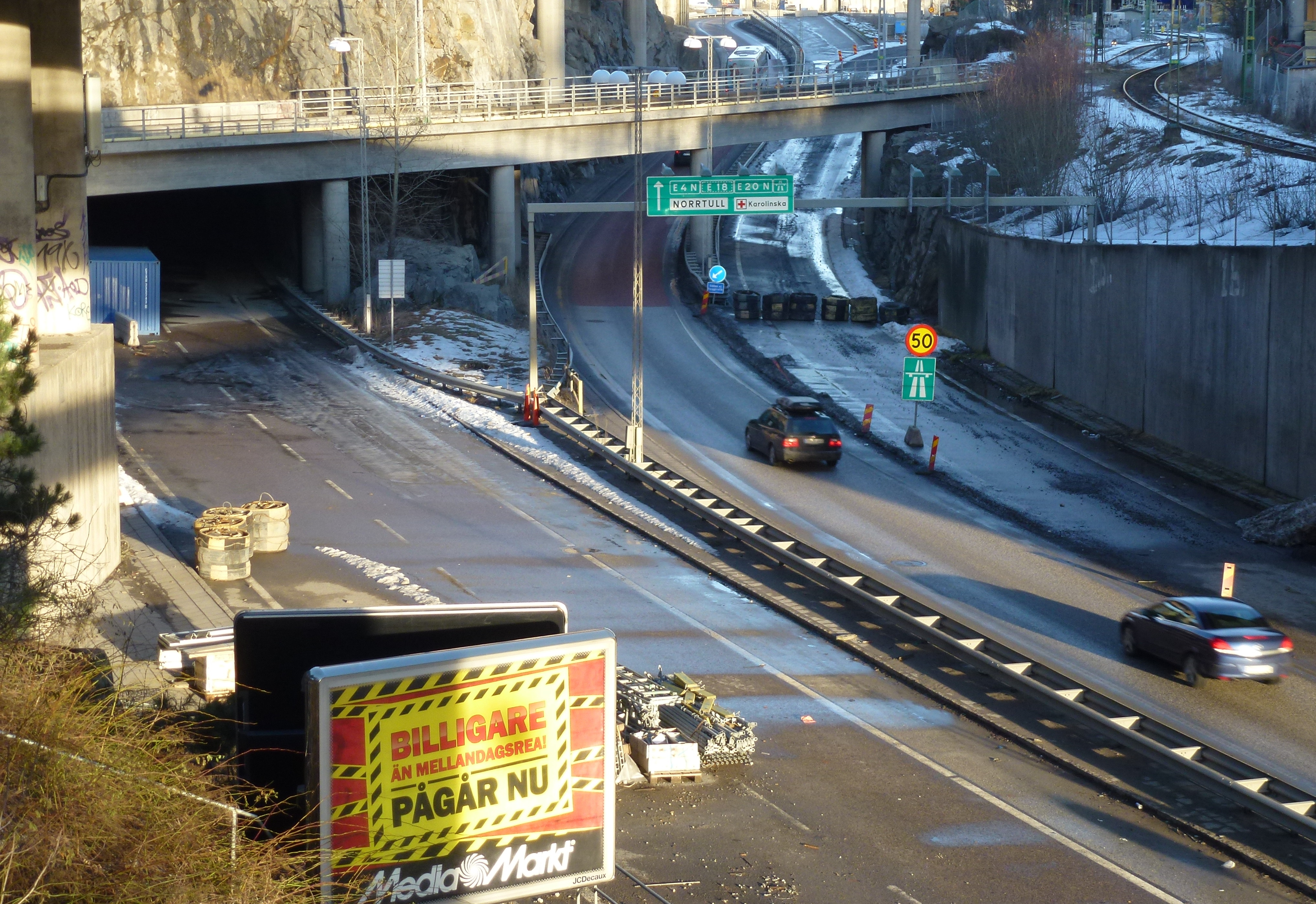
Tomtebodatunneln 2012.

Trafikplats Karlberg anlades efter Essingeledens invigning 1966. I slutet av 1960-talet förlängdes Essingeleden norrut och 1970 invigdes den norra delen fram till Pampaslänken. Brist på medel under 1970-talet och en ändrad syn på Stockholms utbyggnad efter Norrmalmsregleringen ledde till att den ursprungligen planerade fortsättning i en nordlig länk för en framtida Ringled Stockholm fick vänta.
Essingeleden slutade därför med en anslutning till Norra Stationsgatan som under de två följande decennierna blev en kvarvarande trafikpropp i innerstaden. Arbetena med stadsplanen för trafikplatsen började redan 1979 men det skulle dröja till oktober 1987 innan den vann laga kraft. Den 28 mars 1991 invigdes en delsträcka av Norra länken, för västgående trafik, och den 1 oktober 1991 öppnades ytterligare en delsträcka då även trafiken i nord- och östlig riktning släpptes på. Den påfartsramp som lett trafiken söderut från Norra Stationsgatan revs. Med Tomtebodatunneln skapades en koppling till Klarastrandsleden samt Solnabropå- och avfarten till och från Solnabron tillkom. Den 12 augusti 1993 var hela trafikplatsen i bruk. 
Sedan dess har trafikplatsen ombyggts några gånger, och i samband med byggarbetena för Hagastaden fanns några provisorier. 2017 fick Solnabroavfarten en egen viadukt till Solnavägen vid den tidigare Solnabron. Genom trafikplatsen sträcker sig Värtabanan samt i nord-sydlig riktning Ostkustbanans avsnitt Stockholm C - Tomteboda.

## Bilder

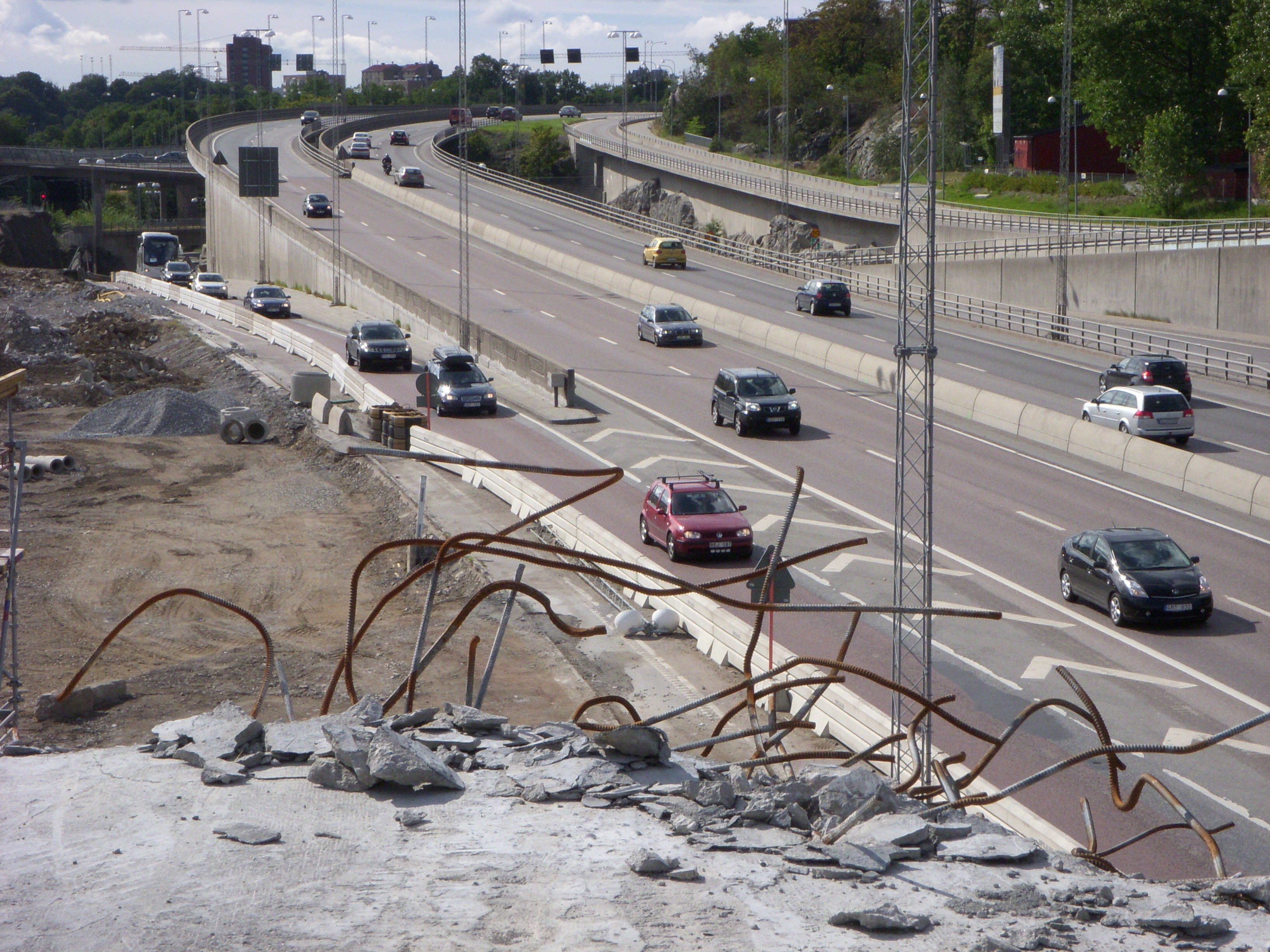
Trafikplats Karlberg sedd från Solnabron (under rivning) västerut, 2010.
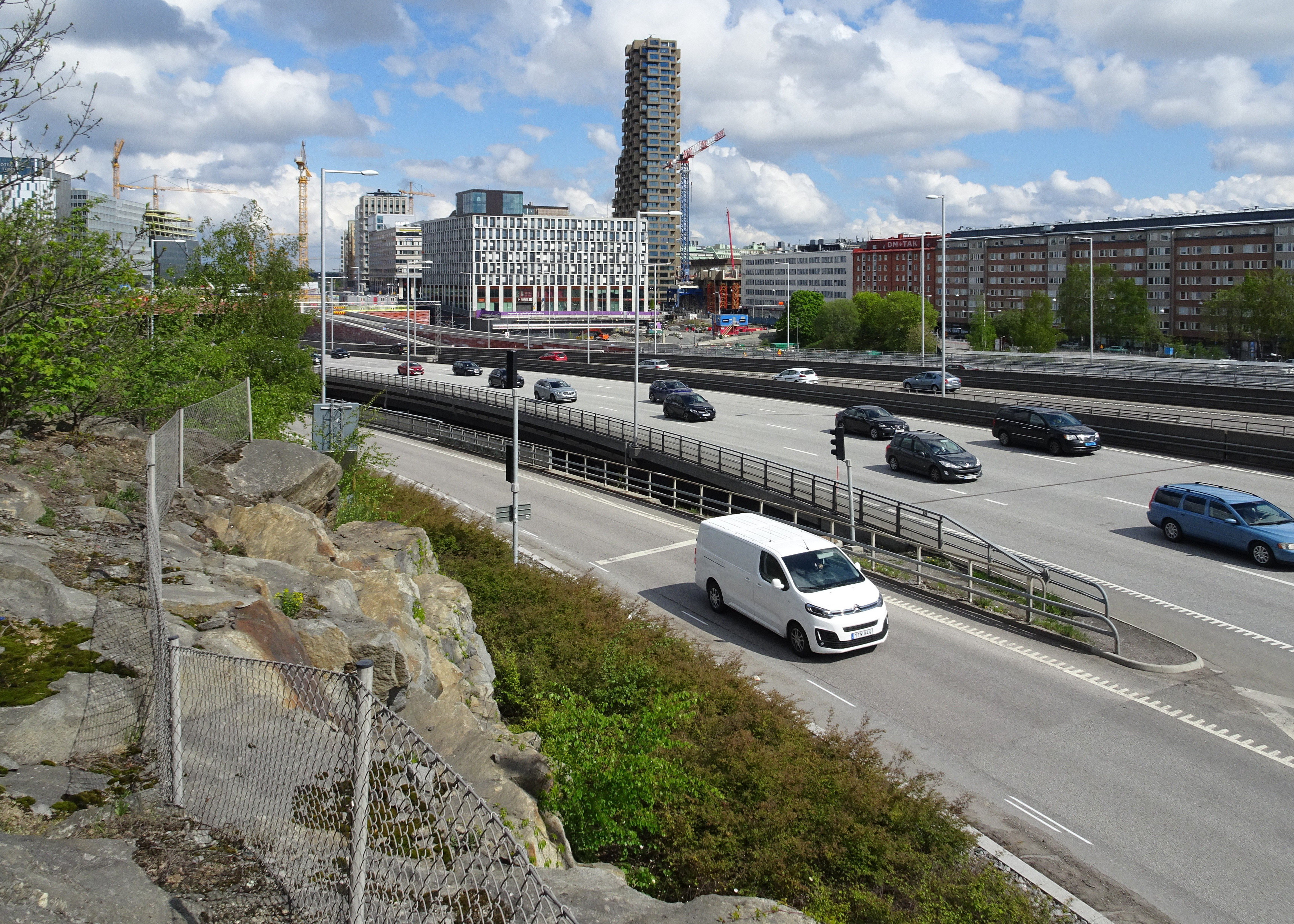
Trafikplats Karlberg sedd från Ryssberget österut, 2019.
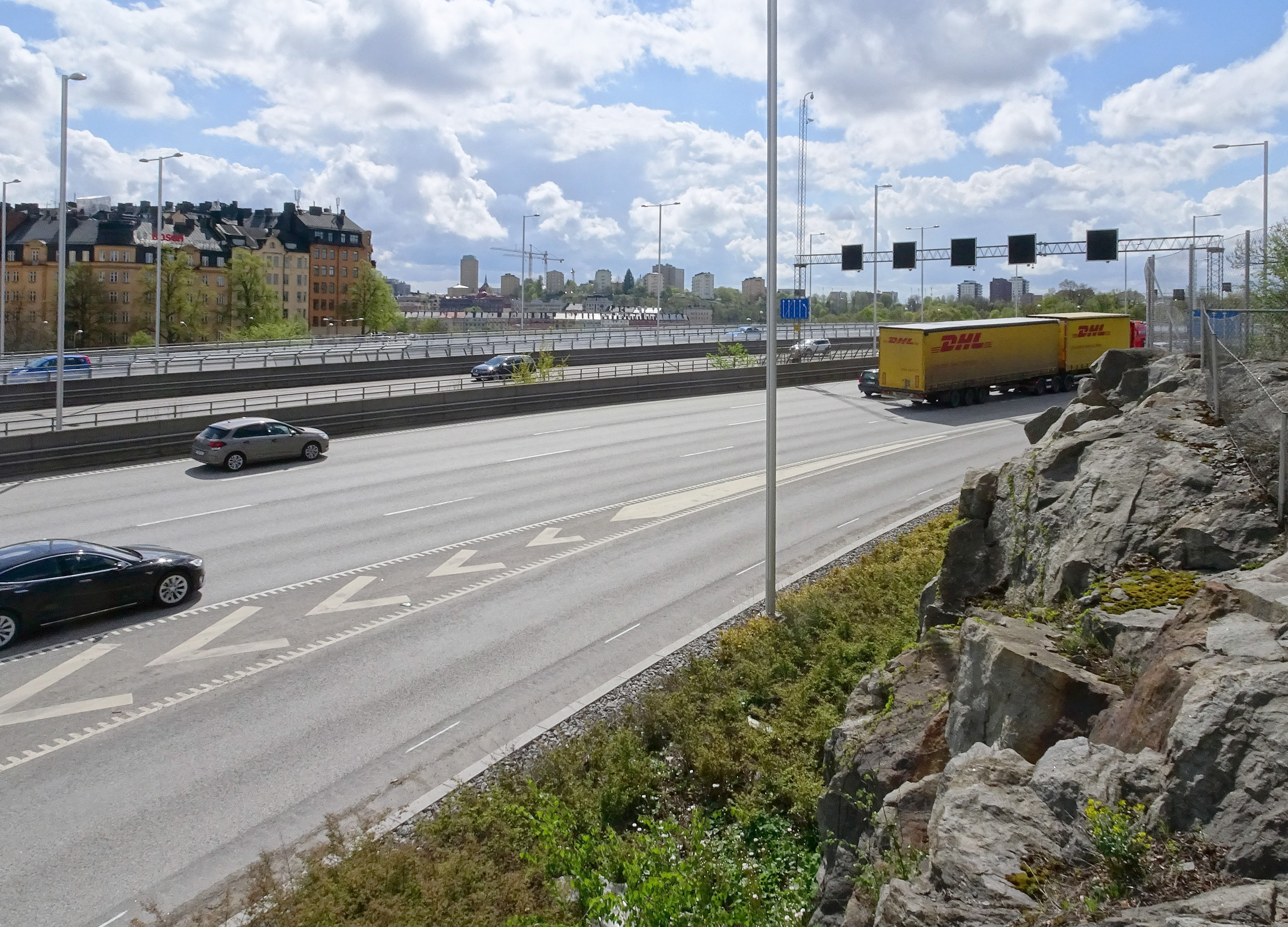
Trafikplats Karlberg sedd från Ryssberget västerut, 2019.
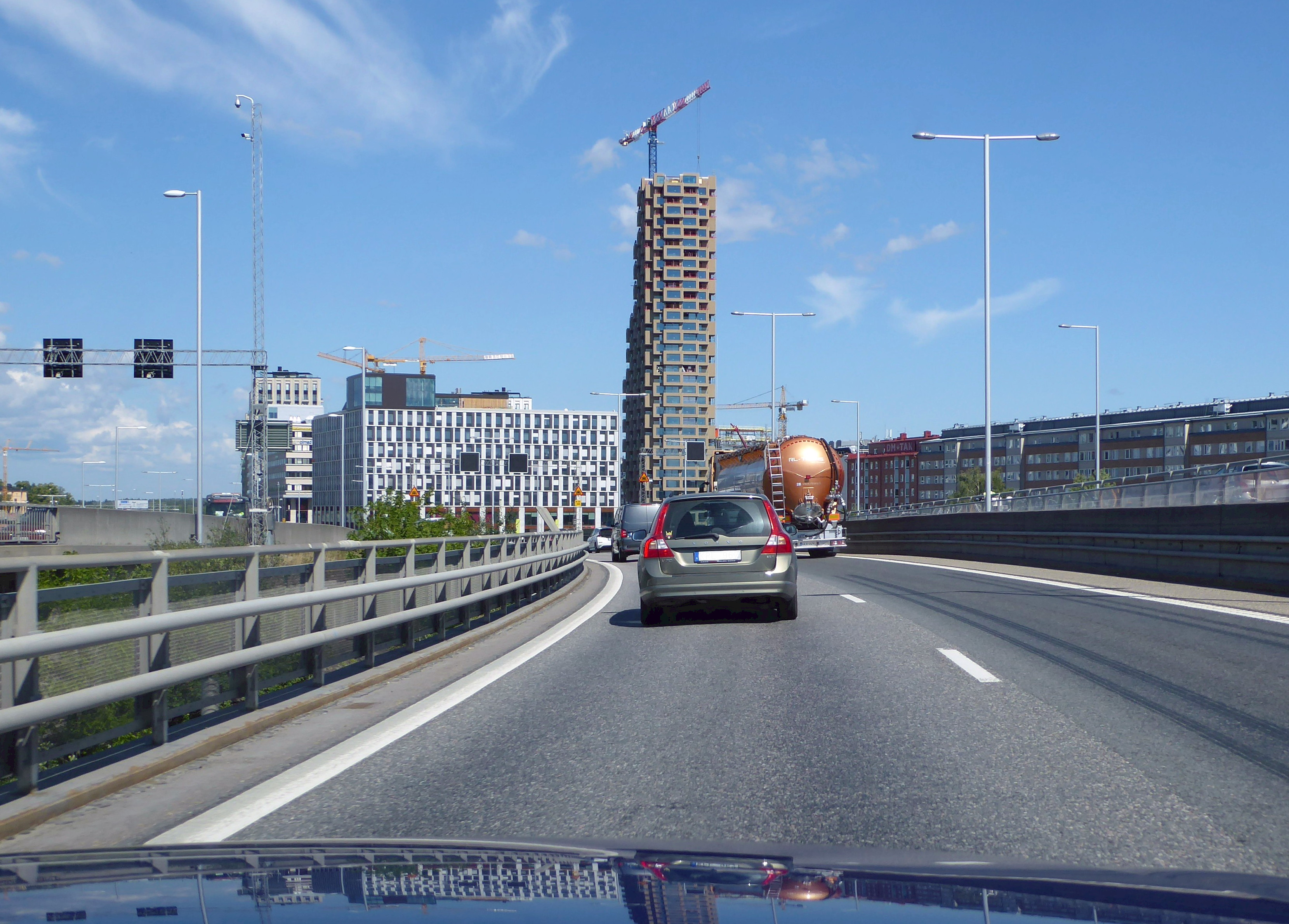
På Essingeleden / Norra länken österut, med Norra tornen i fonden, 2018.

## Essingeledens övriga trafikplatser
Från söder till norr.
- Trafikplats Nyboda
- Trafikplats Nybohov
- Trafikplats Gröndal
- Trafikplats Stora Essingen
- Trafikplats Lilla Essingen
- Trafikplats Fredhäll
- Trafikplats Kristineberg
- Trafikplats Tomteboda